# 互野ちひろ
互野 ちひろ（たがいの ちひろ、1984年10月25日 - ）は、日本の女性声優。山梨県出身。以前は東京俳優生活協同組合に所属していた。映像テクノアカデミア出身。血液型はA型。本名は互野 千尋（読みは同じ）。

## 人物
インターネットラジオ『皆川純子のビタミンR』でデビュー。皆川純子の大ファンで出演アニメもチェックし、CDも持っている。愛称は「ちーちゃん」（皆川純子命名）。
声種はアルト。少年役と少女役の両方をこなす。本人によれば「両性類」である。
趣味は、ライブDVDを見て歌う、カラオケ、音楽を聞くこと。特技は、球技系スポーツ、ダンス（ヒップホップ）。

## エピソード
事務所の先輩のむたあきこと男の子2人の役の設定で現場に呼ばれたが、急遽男の子1人女の子1人になったため、「よければ女の子をやる」と言って女の子役に変わったことがある。
同じ事務所で互野より年上の内匠靖明（「皆川純子のビタミンR」2代目アシスタント）は、アシスタント就任後に初代アシスタントの互野と会う際、「兄弟子に会うみたいなもの」で緊張したと述懐し、内匠のブログでも「ちーちゃんさん」と書くことが多い。

## 出演作品
※太字はメインキャラクター

### テレビアニメ
2009年
- 君に届け（女子生徒B）
- けいおん!（和の母）

2010年
- 裏切りは僕の名前を知っている（いじめっこA）
- 黒執事II（少年B）
- 極上!!めちゃモテ委員長 セカンドコレクション（金田利子）
- 世紀末オカルト学院（子供B）
- デュラララ!!（ハシム）
- ヨスガノソラ（女性教師）

2011年
- 銀魂'（子供C）
- 戦国乙女〜桃色パラドックス〜（町人C）
- デュエル・マスターズ ビクトリー（矢三雲とつろう）
- はっぴーカッピ（マダム、お姉さん、カラス、女の子）

2012年
- メタルファイト ベイブレード ZEROG（少年C）

### OVA
2007年
- FREEDOM（子供達）

### ゲーム
- リネージュII（フレヤ）

2010年
- ロード オブ アルカナ（バトルボイス）

2012年
- L.G.S 〜新説 封神演義〜（ジョカ[7]）
- 第2次スーパーロボット大戦OG（シオ・アルジャン）
- 第2次スーパーロボット大戦Z 再世篇（エスター・エルハス）

2015年
- 第3次スーパーロボット大戦Z 天獄篇（エスター・エルハス）

### ラジオ
- 皆川純子のビタミンR（2007年4月25日 - 7月25日）※マンスリーパーソナリティ